# Хутікальпа
Хутікальпа (ісп. Juticalpa) — містой муніципалітет у центральній частині Гондурасу, адміністративний центр департаменту Оланчо.

## Географія
Місто розташовано на заході центральної частини департаменту, в долині річки Гуаяпе, приблизно за 30 миль на південний захід від міста Катакамас. Абсолютна висота — 410 метрів над рівнем моря.
Клімат міста значно тепліший за клімат Тегусігальпи, що зумовлено невеликою висотою над рівнем моря та відповідним географічним положенням. Економіка Хутікальпи базується на сільському господарстві й торгівлі, чому сприяє наявність родючих земель поблизу міста. Незважаючи на ці фактори, в Хутікальпі високий рівень безробіття.

## Населення
За даними 2013 року чисельність населення становить 49 466 осіб.
Динаміка чисельності населення міста за роками:
| 1974   | 1988   | 2001   | 2013   |
| ------ | ------ | ------ | ------ |
| 10 075 | 19 622 | 30 030 | 49 466 |